# 中华早熟禾
中华早熟禾（学名：Poa sinattenuata）为禾本科早熟禾属下的一个种。